# Shaiya
Shaiya ist ein MMORPG (Massively Multiplayer Online Role Playing Game) welches ursprünglich von SonoV Entertainment entwickelt wurde und wird in Deutschland von Aeriagames & Entertainment, Inc. vertrieben. Die Rechte an Shaiya wurden mehrfach verkauft und landeten schlussendlich im Januar 2012 bei Nexon Co. Ltd. Besucher der Website gameborder.com wählten das Gratisspiel zum besten MMORPG 2007. Zusätzliches bekam das Spiel Platz 1 in der Kategorie „Beste Grafik“ und den 2. Platz in der Kategorie „Meiste Teilnehmer“ in der im Jahre 2007 ausgeführten Besucherbefragung auf der Website MMOSITE.

## Handlung

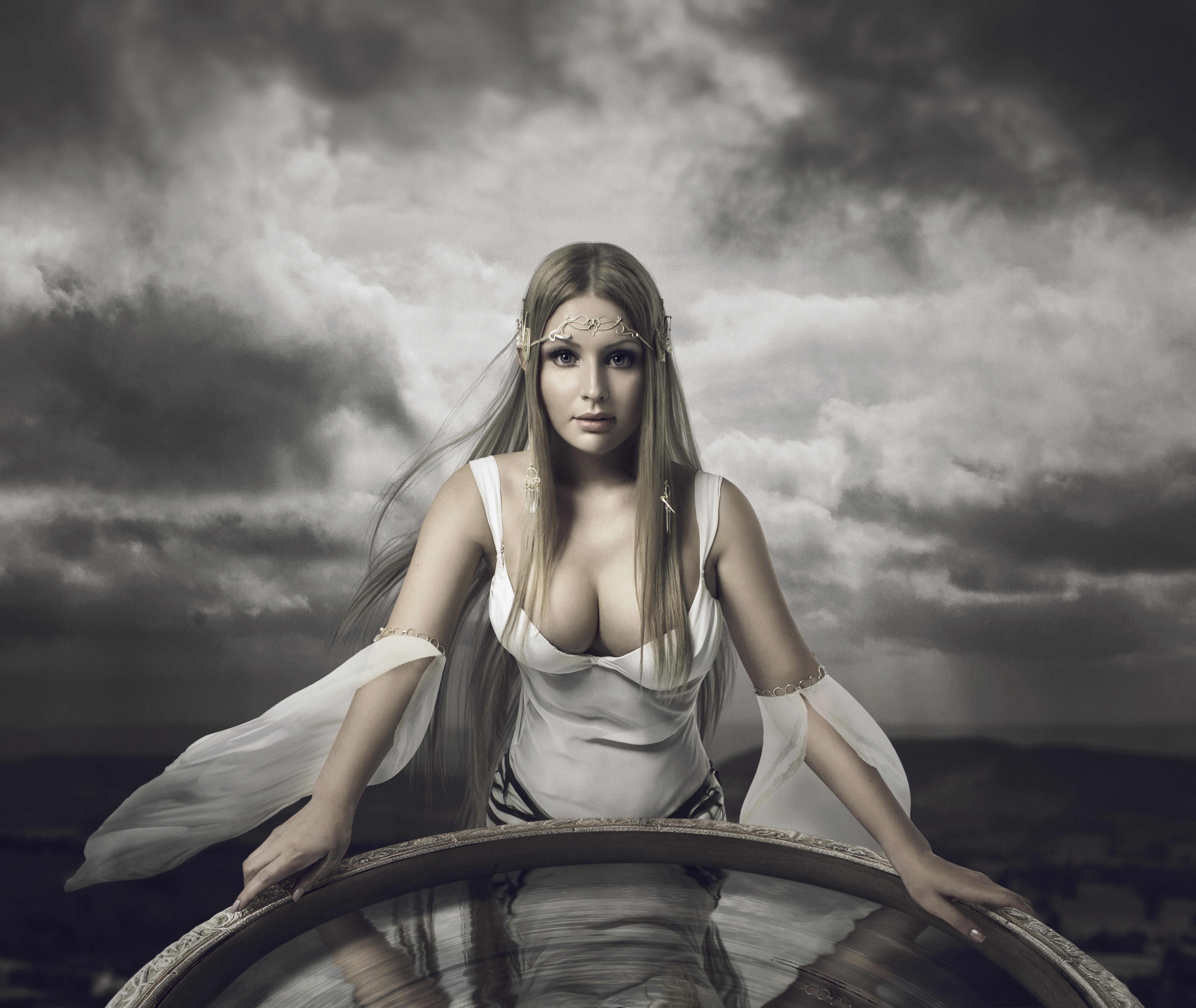
Cosplayerin als Göttin des Lichts

In den uralten Zeiten gab es nur die Göttin Etain und die drei von ihr erschaffenen Rassen: Die Drachen, die Nordein und die Dumianas.
Da die Göttin Etain aber ihre Kreation der Nordein als fehlerhaft beachtete, verbannte sie sie unter die Erde. Diese Handlung aber schürte die Arroganz der Dumianas und sie begannen die Macht und Autorität der Göttin in Frage zu stellen, was letztendlich dazu führte, dass die Manifestation der Göttin, geschwächt von deren Unglauben, getötet und ihre Seele entzweigerissen wurde.
Der Tod der Göttin hatte aber weitreichende Konsequenzen, denn er ließ Teos aus dem Gleichgewicht geraten und schutzlos zurück. Es dauerte nicht lange, und andere Götter fielen über Teos her, im Bestreben Teos entweder zu übernehmen oder zu zerstören, erschufen sie Monster, und die Drachen verbargen sich vor der Welt. Als der Staub sich aber legte, gab es zwei Göttinnen, die nun über Teos wachten. Was von den Dumianas übrig geblieben war, fand sich schnell in zwei Lagern wieder, eines für jede Göttin.
Diese zwei Rassen, die Elfen und die Vail begannen einen konstanten Konflikt miteinander. Nach Jahren der Auseinandersetzungen vereinten die Menschen ihre Kräfte mit denen der Elfen und die Nordein kehrten als Todesser auf Seiten der Vail wieder auf die Oberfläche zurück.
Schnell bildeten sich zwei feindliche Fraktionen: die Allianz des Lichts und der Bund des Zorns. Beiderseitig gestärkt begannen beide Seiten einen nicht enden wollenden Krieg über die Kontrolle über Teos.

## Schwierigkeitsgrade
Eine der größten Charakteristiken von Shaiya waren die vier Schwierigkeitsgrade:
- Der einfache Modus (EM) erlaubt das Erreichen der maximalen Stufe von 30 und benötigt weniger Erfahrungspunkte zum Erreichen einer neuen Stufe. Allerdings sind viele Fähigkeiten und Gegenstände nicht verfügbar.
- Der normale Modus (NM) ist etwas zeitaufwendiger zu spielen als der einfache Modus, ermöglicht jedoch bereits das Erreichen der maximalen Stufe 70. Hier sind die benötigten Erfahrungspunkte für neue Stufen, Fähigkeiten und Gegenstände auf einer mittleren Linie.
- Der harte Modus (HM) ist der allgemeine Standard für die meisten Spieler und schaltet weitere Fähigkeiten, Gegenstände und Aufgaben frei. Das Erreichen von höheren Stufen ist viermal schwerer als im normalen Modus.
- Der ultimative Modus (UM) wird freigeschaltet, sobald der Spieler mit mindestens einem Charakter im Modus Hart die Stufe 40 erreicht. Dieser Modus gleicht dem harten Modus mit einigen Unterschieden: Wenn ein Charakter des ultimativen Modus kampfunfähig wird und nicht innerhalb von 3 Minuten wiederbelebt wird, wird dieser Charakter für immer gelöscht. Zum Ausgleich sind die stärksten Waffen und Ausrüstungsgegenstände den Spielern im Ulitmativ Modus vorbehalten. Um das Löschen zu vermeiden, können Belebungsrunen gekauft werden. Für diese Belebungsrunen bezahlt der Spieler i.d. R. echtes Geld.
- Aktuell ist die Charakterauswahl auf den harten Modus und den ultimativ Modus beschränkt, da die anderen Modi nicht mehr genutzt wurden.

## Fraktionen und Rassen
Zu Beginn muss jeder Spieler eine von zwei Fraktionen wählen: die Allianz des Lichts oder der Bund des Zorns. Da sich beide Fraktionen in einem immer währenden Konflikt befinden, kann ein Allianzspieler nicht mit den Spielern der anderen Fraktion kommunizieren. Auch ist es nicht möglich, nach der Wahl einer Fraktion zusätzliche Charaktere der anderen Fraktion zu erstellen, ohne vorher alle Charaktere dieser Fraktion zu löschen.
Das Aussehen des Charakters und deren Startorte werden von der gewählten Seite und Rasse vorgegeben. Alle Rassen von beiden Fraktionen haben dieselben Anpassungsmöglichkeiten: Geschlecht, Haare, Gesicht und Größe. Nur die zwölf Klassen werden auf die je zwei Rassen pro Seite aufgeteilt und sind festgelegt.

## Klassen
Es gibt zwölf Klassen, welche sich wie folgt aufteilen:
- Verteidiger (Menschen) / Wächter (Nordein, auch Todesser genannt)

Der einzige spielbare tank (Frontkämpfer), schwer gepanzert und mit vielen Lebenspunkten ausgestattet. Seine Fähigkeit, Spieler zu provozieren, spiegelt seine Funktion wider: Anstelle des Austeilens von Schaden ist es seine Aufgabe, zu verhindern, dass andere Gruppenmitglieder Schaden erleiden.
- Kämpfer (Menschen) / Krieger (Nordein)

Standard-Nahkämpfer mit einer großen Palette an effektiven Waffen und sogar einigen Zaubersprüchen.
- Priester (Menschen) / Orakel (Vail)

Die einzige Klasse mit heilenden und wiederbelebenden Fähigkeiten, aber extrem schwacher Rüstung. Obwohl sie einige offensive Zaubersprüche kennen, liegen deren Stärken eindeutig in der Unterstützung und Heilung von anderen Gruppenmitgliedern.
- Waldläufer (Elf) / Attentäter (Vail)

Heimlichkeit, Irreführung und Umgehung sind die üblichen Taktiken, um den Gegner zu schlagen, bevor diese eine Möglichkeit haben zurückzuschlagen.
- Bogenschütze (Elf) / Jäger (Nordein)

Diese Klasse benutzt vorwiegend Fernkampfwaffen wie Bögen und Wurfspeere, um Gegner aus der Entfernung zu verwunden und zu verlangsamen. Ihre leichten Rüstungen eignen sich besonders zum Kiten von Gegnern.
- Magus (Elf) / Heide (Vail)

Diese Klassen zeichnen sich dadurch aus, dass sie aus der Entfernung hohen Schaden mit ihrem besonderen Wirk(ungs)bereich und anderen Zaubersprüchen anrichten.

## Steuerung
Die Spieler können sich entweder eine bevorzugte Steuerungsart aussuchen oder beide simultan benutzen: entweder die Klick-und-Laufsteuerung oder die eher bekannte WASD-Steuerung. Auch können alle Spielerfähigkeiten in eine Schnellleiste gezogen und mit Schnelltasten ausgelöst werden.

## Entwicklung
Am 26. August 2013 hat Aeria Games die Erweiterung "Iron Invasion" (deutsch: Eiserne Invasion) in das Spiel Shaiya eingespielt. Mit dieser Erweiterung kommen neue Features, ein neuer Boss (Tyros), neue Gegner und ein neuer Dungeon (Unendliches Heiligtum) in das Spiel.
Im Jahr 2016 wurde der koreanische Server geschlossen und die Entwicklung des Spiels durch Nexon eingestellt. Aeria Games ist nun selbst im Besitz des Quelltexts und hat im Frühjahr 2017 den ersten eigenen Patch vorgestellt.
- Wüsten Patch inkl. neuer Quest-Reihen und Quest-Bosse 2020
- Neue Bosse auf den PvP Maps  im Bereich lv.15, 30 und 80 (insgesamt 4 neue Bosse)
- Frühlingspatch 2019
- Geist der Weihnachtpatch
- Weihnachtspatch Dezember 2017
- Das Halloween-Event beginnt! (Oktober 2017)

Seit den letzten Skill-Anpassung Ende 2020 und Anfang  2021 werden vermehrt die Spieler mit einbezogen, so ist es via Shaiya.nolt möglich Vorschläge zu machen und für oder gegen diese zu Voten. 